# Sandemania
Comunidad Sandemaniana fue una forma de la Iglesia Protestante que se había escindido de la Iglesia de Escocia. 
Los sandemanianos creían en la verdad literal de la Biblia e intentaban vivir el sentido del amor y la comunidad que habían caracterizado a la primera comunidad cristiana. Esta influencia religiosa fue importante para el científico Michael Faraday ya que las teorías que más tarde desarrolló estuvieron fuertemente influidas por la creencia en la unidad del mundo. Los sandemanianos se extinguieron a finales del siglo XIX.
- Datos: Q2220573
- Multimedia: Glasites / Q2220573